# Gulyás György (karnagy)

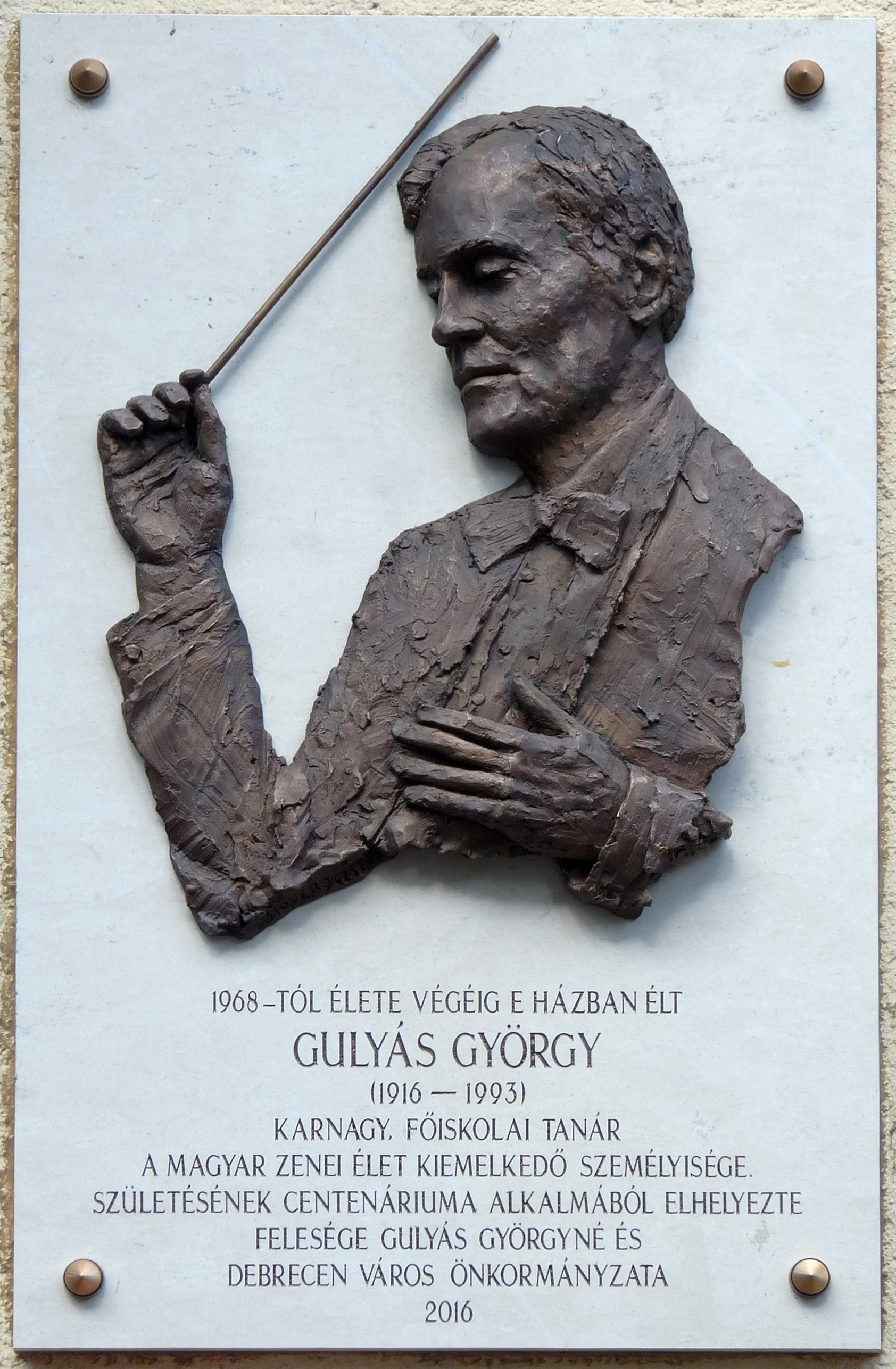
Gulyás György emléktáblája debreceni lakóháza falán (Kövér József alkotása)

Gulyás György (Köröstarcsa, 1916. április 1. – Debrecen, 1993. november 11.) magyar karnagy, főiskolai tanár, a Békés-Tarhosi Állami Énekiskola és a debreceni Kodály Kórus alapítója.

## Életpályája
Szegényparaszti családból származott. Szülőfalujában kezdte, majd Szeghalmon folytatta tanulmányait. A középiskolát a Debreceni Református Kollégiumban végezte, ahol 1936-ban tanítói oklevelet szerzett. Először Bélmegyeren volt tanyai tanító, a következő évtől Békésen. 1939 és 1942 között Ádám Jenő növendékeként elvégezte a Zeneakadémia középiskolai tanárképző szakát. Magánúton zeneszerzést tanult Siklós Albertnél és Kodály Zoltánnál. 1943-ban az Apponyi Kollégium tanítóképzőjében tanult. 
1941-től 1946-ig a Debreceni Református Kollégium Dóczy Tanítóképzőjének zenetanára. 1946-ban visszakerült Békésre, és a községhez tartozó Tarhos Wenckheim-kastélyában létrehozta a Békés-Tarhosi Énekiskolát, ami vezetésével Magyarország első ének-zenei általános iskolájává, gimnáziumává és tanítóképzőjévé nőtte ki magát. Az iskola 1954-ben szűnt meg. 
Gulyás a debreceni zeneművészeti szakközépiskola igazgatója lett 1966-ig. Az intézmény 1957-ben vette fel Kodály Zoltán nevét, a zeneszerző engedélyével. 1955-ben alapította meg az iskola növendékeiből a Kodály Kórus elődjét leánykarként, 1959-ben már vegyeskar volt az együttes. Gulyás 1966-ban a tanárképzés felsőfokra emeléséért alapította meg a Zeneakadémia debreceni tagozatát, aminek tíz éven át igazgatója volt, akkor saját kérésére nyugdíjazták. 1983-ban a Hajdú-Bihar Megyei Tanács megszüntette állását az énekkarnál. 
1960-tól a Debreceni Zenei Hét, 1961-től a Bartók Béla Kórusverseny, 1976-tól a Békés-tarhosi Zenei Napok szervezője is volt. Számos hazai és külföldi kórusversenyen volt zsűritag. Több zenei szervezetben töltött be vezető tisztséget. Feleségével önmagukat alakították Dárday István Filmregény című 1977-ben készült dokumentarista játékfilmjében.

## Könyvei
- A békéstarhosi zenei nevelés tanulságai. Debrecen, 1971. Kodály Zoltán Zeneművészeti Szakközépiskola
- Kodály-emlékkiállítás. Debrecen, 1971. Déri Múzeum.
- Bűneim… bűneim? Békés, 1988. Békés Város Tanácsa. ISBN 9630329018
- A magyar zeneművészetért. Válogatott írások és képek Gulyás György hagyatékából. Vál., szerk. Kedves Tamás. Debrecen, 2004. Csokonai. ISBN 9632601912

## Díjai, elismerései
- 1959 – Liszt Ferenc-díj, I. fokozat
- 1970 – Érdemes művész
- 1976 – Munka Érdemrend, arany fokozat
- 1978 – Debrecen Város Művészeti Díja
- 1979 – Kiváló művész
- 1979 – Pro Urbe Békés
- 1981 – Pro Urbe Debrecen
- 1982 – Békés Megye Közművelődési Díja
- 1986 – Szocialista Magyarországért Érdemrend
- 1988 – Békés város díszpolgára
- 1990 – Magyar Művészetért díj
- 1991 – a Magyar Köztársaság Zászlórendje
- 2006 – Magyar Örökség díj (posztumusz)
- 2009 – Debrecen Kultúrájáért díj (posztumusz)

## Emlékezete
- Születésének 100. évfordulójáról számos rendezvénnyel emlékeztek meg 2016-ban.[2]
- 2016-ban emléktáblát helyeztek el a Blaháné utcában, egykori lakóháza falán.[3]